# Heřman z Questenberka
Svobodný pán Heřman z Questenberka (též z Questenbergu, německy Hermann Freiherr von Questenberg, † 1651) byl česko-rakouský šlechtic z původně německého rodu Questenberků. Působil jako dvorský úředník ve Vídni, vyslanec a mecenáš umění.

## Život

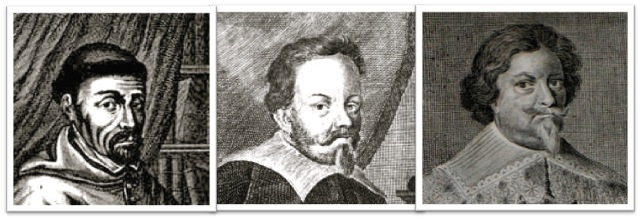
Bratři Questenberkové, zleva Kašpar, Gerhard a Heřman (kolem roku 1622)

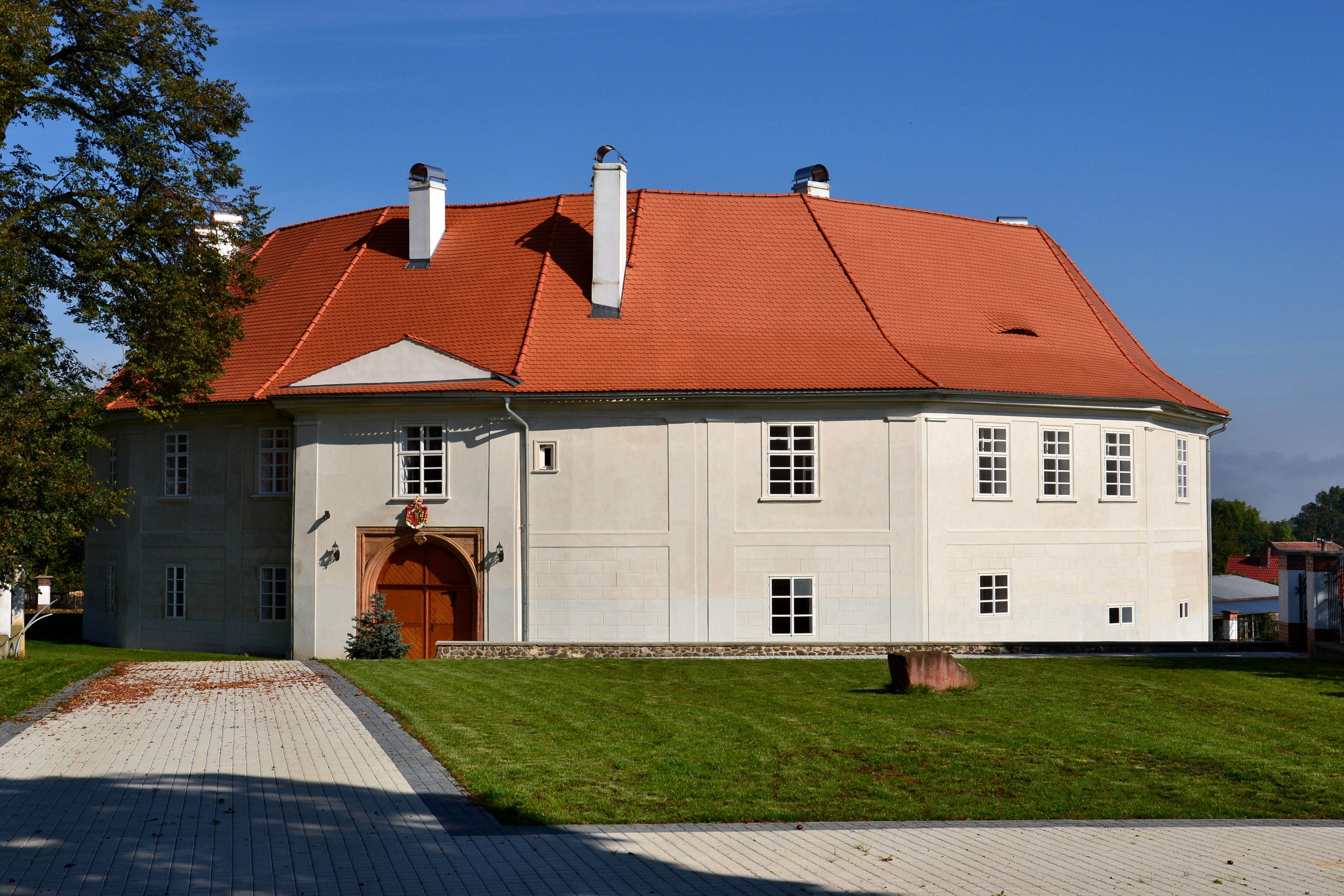
Zámek Nepomyšl

Měl bratry Gerharta (1580–1646), který byl majitelem jaroměřického panství na Moravě a Kašpara (1571–1640), který byl opatem Strahovského kláštera. Jak vyplývá z jeho projevů, byl podobně jako jeho bratr Kašpar, neměl v oblibě Čechy.
Po pobělohorských konfiskacích se Heřman v roce 1628 stal majitelem několika panství na Rakovnicku a Lounsku. Za 8 000 kop míšeňských koupil Nepomyšl , k nimž patřily vsi Dvérce, Kryry, Běsno, Vysoké Třebušice, Zlovědice a Holedeč. Později k nim Hemřan připojil další panství Kolešovice, Strojetice a Soběchleby. Březnická část Strojetic byla k nepomyšlskému panství připojena v roce 1653.
Po Heřmanově smrti v roce 1651 jeho majetky zdědily jeho manželka Alžběta a dcera Alžběta, která byla manželkou Gundakara z Ditrichštejna. Ditrichštejnům poté patřily tyto majetky až do roku 1895, po nich je vlastnili až do roku 1945 Herbersteinové.[zdroj⁠?!]
Portrét Heřmana z Questenberka od neznámého autora z první poloviny 18. století se nachází ve sbírce obrazů Zdeňka Šternberga na zámku Český Šternberk.